# Alice Aprot
Alice Aprot Nawowuna, née le 2 janvier 1994, est une athlète kényane spécialiste des courses de fond. Elle remporte la médaille d'or du 10 000 m aux Jeux africains 2015 et aux Championnats d'Afrique 2016.

## Palmarès
| Date | Compétition                       | Lieu             | Résultat | Épreuve           | Temps          |
| ---- | --------------------------------- | ---------------- | -------- | ----------------- | -------------- |
| 2010 | Championnats du monde de cross    | Bydgoszcz        | 9e       | Individuel junior |                |
| 2010 | Championnats du monde juniors     | Moncton          | 3e       | 5 000 m           | 15 min 17 s 39 |
| 2015 | Jeux africains                    | Brazzaville      | 3e       | 5 000 m           | 15 min 31 s 82 |
| 2015 | Jeux africains                    | Brazzaville      | 1re      | 10 000 m          | 31 min 24 s 18 |
| 2016 | Champ. d'Afrique de cross-country | Yaoundé          | 1re      | Cross-country     |                |
| 2016 | Championnats d'Afrique            | Durban           | 1re      | 10 000 m          | 30 min 26 s 94 |
| 2016 | Jeux olympiques                   | Rio de Janeiro   | 4e       | 10 000 m          | 29 min 53 s 51 |
| 2016 | Ligue de diamant                  | Ligue de diamant | 9e       | 5 000 m           | détails        |
| 2017 | Championnats du monde de cross    | Kampala          | 2e       | Individuel        |                |
| 2017 | Championnats du monde de cross    | Kampala          | 1re      | Par équipes       |                |
| 2017 | Championnats du monde             | Londres          | 4e       | 10 000 m          | 31 min 11 s 86 |
| 2018 | Championnats d'Afrique            | Asaba            | 2e       | 10 000 m          | 31 min 36 s 12 |

## Records
| Épreuve  | Performance    | Lieu           | Date         |
| -------- | -------------- | -------------- | ------------ |
| 10 000 m | 29 min 53 s 51 | Rio de Janeiro | 12 août 2016 |